# HOPE (álbum de NF)
HOPE es el quinto álbum de estudio del rapero NF. Fue lanzado el 7 de abril de 2023 a través de NF Real Music. El título del álbum fue presentado con el lanzamiento de su sencillo del mismo nombre.
El segundo sencillo promocional del álbum "MOTTO" fue lanzado el 9 de marzo de ese mismo año. El 7 de abril se lanzó otro sencillo y tercer vídeo musical "HAPPY" junto con el lanzamiento oficial del álbum. 

## Lista de canciones
| HOPE |                              |          |  |
| N.º  | Título                       | Duración |  |
| 1.   | « HOPE» (Intro)              | 4:24     |  |
| 2.   | « MOTTO»                     | 3:37     |  |
| 3.   | « CAREFUL» (con Cordae)      | 3:29     |  |
| 4.   | « MAMA»                      | 3:28     |  |
| 5.   | « HAPPY»                     | 4:02     |  |
| 6.   | « PANDEMONIUM»               | 3:17     |  |
| 7.   | « SUFFICE»                   | 4:25     |  |
| 8.   | « GONE» (con Julia Michaels) | 4:06     |  |
| 9.   | « BULLET»                    | 3:42     |  |
| 10.  | « TURN MY BACK»              | 3:36     |  |
| 11.  | « MISTAKE»                   | 3:35     |  |
| 12.  | « LET EM PRAY»               | 3:33     |  |
| 13.  | « RUNNING» (Outro)           | 4:13     |  |